# SEPMA K-60 Marine
Pour les articles homonymes, voir K60.

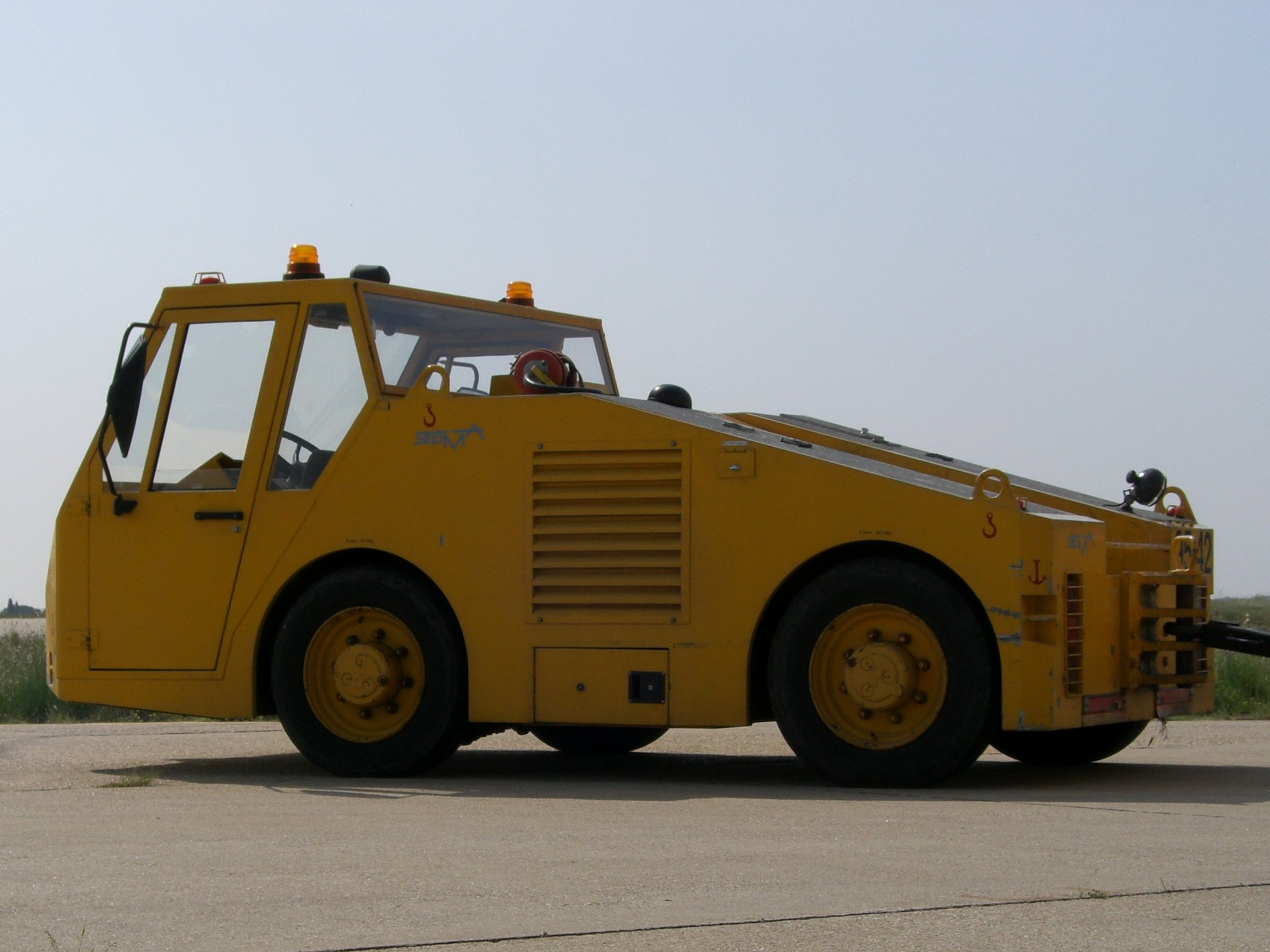
Le tracteur de piste K-60

Le tracteur de piste SEPMA K-60 Marine est utilisé dans l'Aviation navale, sur les BAN et le porte-avions depuis 1992. 

## Description
Remplaçant le TRACMA TD3500, il est aérotransportable. Le rôle de ce matériel roulant surnommé Tractosaure[réf. nécessaire] est de tracter l'ensemble des aéronefs de la marine au sol. 
Le prix unitaire du K-60 Marine est de plus de 80 000 euro[réf. nécessaire]. 
Un exemplaire a rendu l'âme après 15 ans de bons et loyaux services le 23 juillet 2015.